# حسن‌آباد (ترکمان)
حسن‌آباد روستایی در دهستان ترکمان بخش مرکزی شهرستان ارومیه استان آذربایجان غربی ایران است.

## جمعیت
بر پایه سرشماری عمومی نفوس و مسکن در سال ۱۳۹۵ جمعیت این روستا ۲۴۴ نفر (۷۵خانوار) بوده‌است.